# سیارک ۳۲۳۳

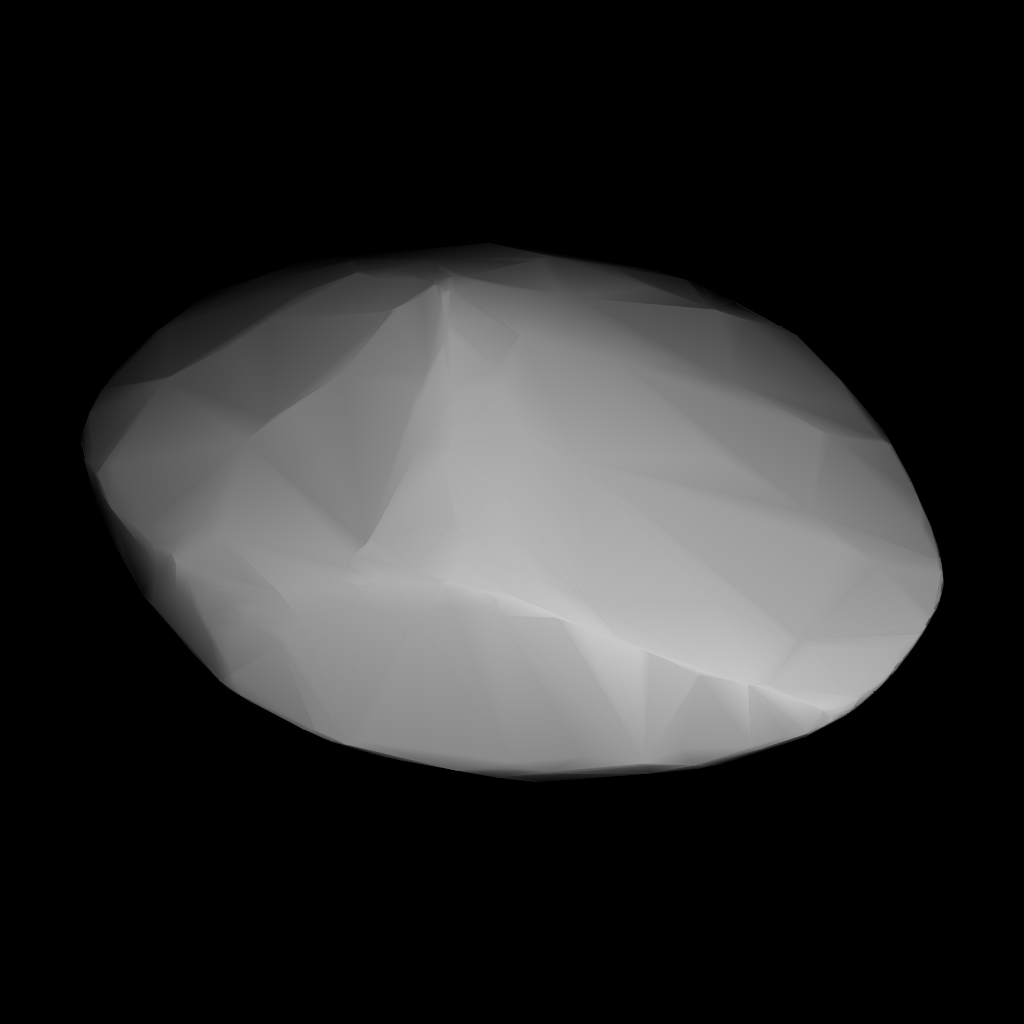
مدل سه‌بُعدی سیارک ۳۲۳۳ بر اساس منحنی نور آن

سیارک ۳۲۳۳ (به انگلیسی: 3233 Krisbarons، نامگذاری:1977RA6) سه هزار و دویست و سی و سومین سیارک کشف شده‌است که در ۹ سپتامبر ۱۹۷۷ کشف شد.
قدر مطلق سیارک برابر ۱۲٫۹۰ است.